# 高千穗站

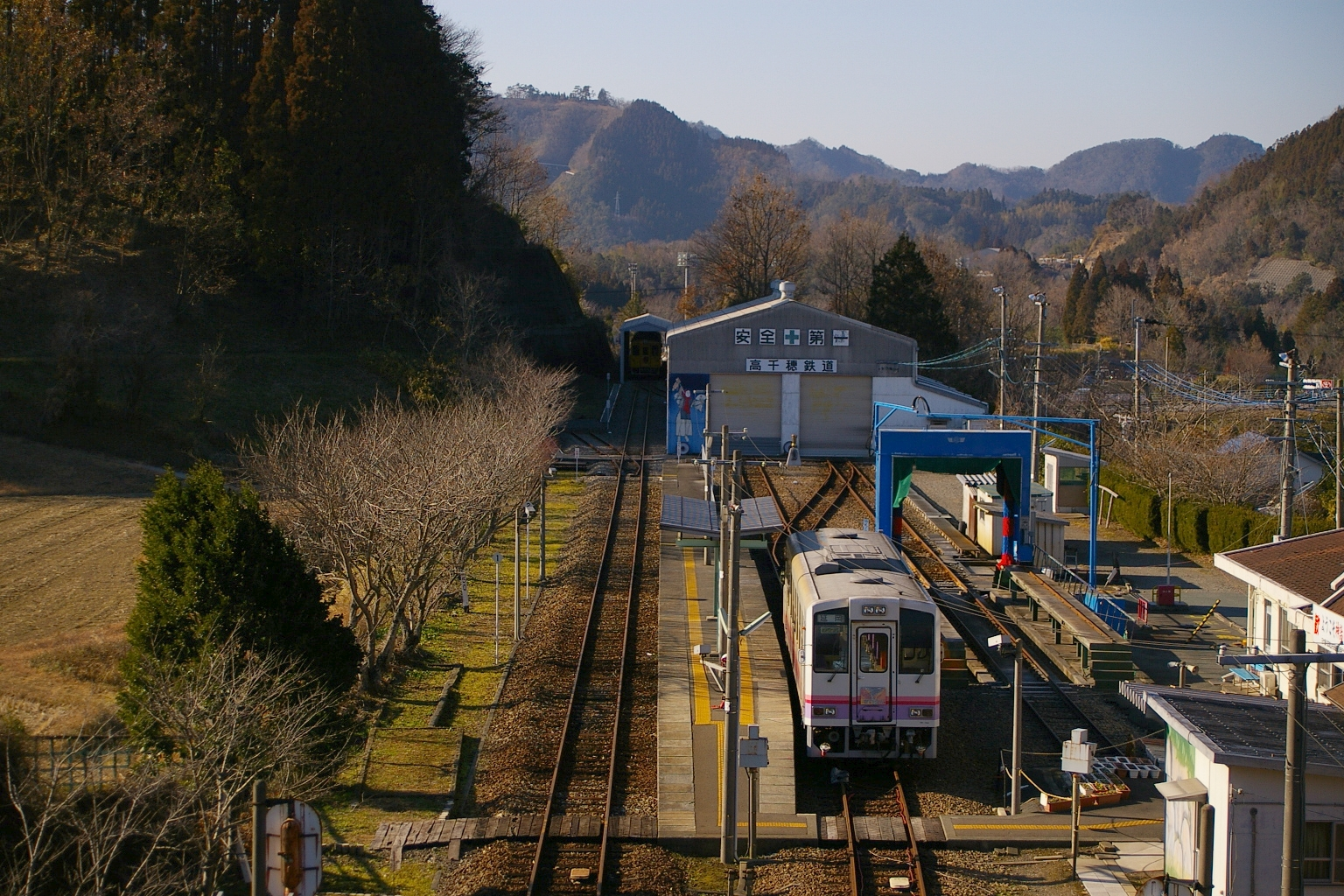
所有車輛位於站內停泊

高千穗站（日语：／ Takachiho eki */?）是位於宮崎縣西臼杵郡高千穗町大字三田井，高千穗鐵道的高千穗線車站（終點站）。

## 歷史
- 1972年（昭和47年）7月22日 - 日本國有鐵道高千穗線車站啟用，為一座旅客車站。
- 1987年（昭和62年）4月1日 - 伴隨國鐵分割民營化，車站由九州旅客鐵道（JR九州）營運[1][2][3]。
- 1989年（平成元年）4月28日 - 高千穗線由高千穗鐵道接管，成為高千穗鐵道高千穗線車站[4]。
- 2005年（平成17年）9月6日 - 受到颱風彩蝶吹襲九州，使高千穗鐵道全線暫停服務。
- 2008年（平成20年）12月28日 - 槇峰站至此站之間（全線）廢止，此站廢站。

## 車站構造
車站是一座地面車站，設有1面2線的島式月台。此站是延岡站以外唯一有人車站。車站終端處設有車廠。當初此站會繼續延伸至高森方向。
在國鐵時代，沒有列車停泊，晚上到達此站後會折返至日之影站。高千穗鐵道時代於站內設置車廠和停泊。

## 使用狀況
在2003年度，1日平均乘車人次為220人

## 車站周邊
- 國道218號（日语：国道218号）和國道325號（日语：国道325号）（終點處）
- 高千穗警署（日语：高千穂警察署）
- 高千穗郵局
- 宮崎縣木立高千穗高等學校（日语：宮崎県立高千穂高等学校）[4]
- 第一高千穗幼稚園
- 高千穗町立高千穗小學
- 道之驛高千穗（日语：道の駅高千穂）
- 高千穗町公所
- 高千穗森林管理所
- 高千穗法務綜合廳舍

## 巴士路線
- 宮崎交通（日语：宮崎交通）
  - 前往高千穗巴士中心
  - 延岡站前巴士中心（日语：延岡駅前バスセンター）
  - 南延岡（南營業所前）行

## 現況
截至2008年10月20日，站內停泊了柴油列車和小火車車輛。而柴油列車由製造年份起已經超過近20年，加上停泊於戶外，因此列車傷害越來越嚴重。
後來，小火車車輛轉讓給九州旅客鐵道（JR九州），加上把KiHa125形400番台改造後。在2009年10月在宮崎縣內日南線「海幸山幸」行走。另外，1架柴油列車轉讓給四國的阿佐海岸鐵道。
截至2010年，舊車站大樓設置了高千穗天照鐵道事務所。於星期六、日與假日，站內開設公眾。同年8月起，開設觀光用的保存鐵路線。

## 相鄰車站
高千穗鐵道
高千穗線
天岩戶－高千穗

## 注腳
1. ↑  九州鉄道百年祭実行委員会・百年史編纂部会 (编).  初版. 九州旅客鉄道. 1988: 181 （日语）.
2. ↑  『交通年鑑 昭和63年版』 交通協力會，1988年3月。
3. ↑  今村都南雄 『民営化の效果と現実NTTとJR』 中央法規出版，1997年8月。ISBN 978-4805840863
4. 1 2 3 4  鈴木文彥. . 鐵道雜誌 (鐵道雜誌社). 1997-03, 31 (3): 76–83.
5. ↑  宮崎縣統計年鑑
6. ↑  鐵道雜誌2008年12月號